# 隼鳥站
隼鳥站（羅馬化：Sokol）是莫斯科地鐵莫斯科河畔線的一個車站，開通於1938年9月11日，設計者是K. Yakovlev，V. Polikarpova，V. Andreev。車站設計的特徵是拱形的天花板支柱。1964年之前，該站是莫斯科河畔線最北端的車站。